# Adonis (cocktail)
L'Adonis è un cocktail a base di sherry e vermouth. Ha fatto parte della lista dei cocktail IBA del 1961.

## Composizione

### Ingredienti
- 4,5 cl. di sherry fino
- 2,5 cl. di vermouth rosso
- 1 goccia di orange bitter

### Preparazione
Versare gli ingredienti in un mixing glass riempito di ghiaccio e mescolare con uno stirrer. Filtrare poi con uno strainer in una coppetta da cocktail precedentemente raffeddata. Guarnire eventualmente con una scorza di arancia.

## Descrizione
L'Adonis è un cocktail dal tenore alcolico modesto (circa 15° alc.), dal sapore secco e aromatico , che mischia le erbe del vermouth con il retrogusto nocciolato dello sherry. Alcuni consigliano di usare dei vermouth delicati per non coprire il sapore dello sherry . Tecnicamente l'Adonis è un cocktail stir and strain che fa parte dei cocktail pre-dinner, rientrando nella classe dei french-italian.

## Storia
Creato presumibilmente in un periodo fra il 1884 e il 1886 da un barista dell'Old Waldorf-Astoria Bar, primo locale che certifica la presenza del cocktail sul proprio menù, riproposto sul primo ricettario del locale pubblicato nel 1934. Il cocktail è stato dedicato dal suo creatore non alla divinità Adone,  ma bensì ad un celebre spettacolo burlesque in voga in quel periodo, chiamato appunto Adonis.

## Varianti
Chiamato anche col nome italiano Adone, il cocktail ha dato seguito a qualche variante, che differiscono principalmente per il metodo di preparazione.
- Bamboo: sostituisce il vermouth rosso con vermouth dry, fu creato ad inizio novecento da Louis Eppinger[10][11]
- Marlborough: gli ingredienti sono utilizzati in egual quantità (1:1) e sono shakerati.[2]
- Armour: gli ingredienti sono utilizzati in egual quantità (1:1)[2]
- Adonis #2: aggiunge 0,5 cl di vermouth rosso (per un totale di 3 cl.), 1,5 cl di vermouth bianco e 3 gocce di assenzio; è stato ideato da Federico Tomasselli, barista del locale "Ercoli 1928" di Roma.[12]